# Arcidiocesi di Mbeya
L'arcidiocesi di Mbeya (in latino Archidioecesis Mbeyaënsis) è una sede metropolitana della Chiesa cattolica in Tanzania. Nel 2021 contava 550.530 battezzati su 2.795.897 abitanti. È retta dall'arcivescovo Gervas John Mwasikwabhila Nyaisonga.

## Territorio
L'arcidiocesi comprende parte della regione di Mbeya in Tanzania.
Sede arcivescovile è la città di Mbeya, dove si trova la cattedrale di Cristo Re.
Il territorio è suddiviso in 53 parrocchie.

## Storia
La missione sui iuris di Tukuyu fu eretta il 18 luglio 1932 con il breve Cum munus apostolicum di papa Pio XI, ricavandone il territorio dal vicariato apostolico del Tanganica (oggi diocesi di Kigoma).
Il 29 marzo 1938 la missione sui iuris fu elevata a prefettura apostolica con la bolla Si qua Evangelii dello stesso papa Pio XI.
La prefettura apostolica fu elevata a vicariato apostolico di Mbeya il 14 luglio 1949 con la bolla Merito ad potiorem di papa Pio XII.
Il 25 marzo 1953 il vicariato apostolico fu ancora elevato a diocesi con la bolla Quemadmodum ad Nos dello stesso papa Pio XII. Originariamente era suffraganea dell'arcidiocesi di Tabora.
Il 25 marzo 1972 cedette una porzione del suo territorio a vantaggio dell'erezione della diocesi di Singida.
Il 18 novembre 1987 entrò a far parte della provincia ecclesiastica dell'arcidiocesi di Songea.
Il 21 dicembre 2018 la diocesi è stata elevata al rango di arcidiocesi metropolitana con la bolla Quantum est di papa Francesco.

## Cronotassi dei vescovi
Si omettono i periodi di sede vacante non superiori ai 2 anni o non storicamente accertati.
- Max Theodor Franz Donders, M.Afr. † (11 novembre 1932 - 1938 dimesso)
- Ludwig Haag, M.Afr. † (8 aprile 1938 - 12 maggio 1947 dimesso)
- Anthony van Oorschoot, M.Afr. † (17 ottobre 1947 - 10 dicembre 1964 deceduto)
- James Dominic Sangu † (3 maggio 1966 - 28 novembre 1996 ritirato)
- Evaristo Marc Chengula, I.M.C. † (8 novembre 1996 - 21 novembre 2018 deceduto)
- Gervas John Mwasikwabhila Nyaisonga, dal 21 dicembre 2018

## Statistiche
L'arcidiocesi nel 2021 su una popolazione di 2.795.897 persone contava 550.530 battezzati, corrispondenti al 19,7% del totale.
| anno | popolazione | popolazione | popolazione | presbiteri | presbiteri | presbiteri | presbiteri                | diaconi | religiosi | religiosi | parrocchie |
| anno | battezzati  | totale      | %           | numero     | secolari   | regolari   | battezzati per presbitero | diaconi | uomini    | donne     | parrocchie |
| ---- | ----------- | ----------- | ----------- | ---------- | ---------- | ---------- | ------------------------- | ------- | --------- | --------- | ---------- |
| 1950 | 20.517      | 308.240     | 6,7         | 22         | 4          | 18         | 932                       |         |           | 3         | 8          |
| 1970 | 65.200      | 775.000     | 8,4         | 42         | 8          | 34         | 1.552                     |         | 41        | 32        | 15         |
| 1980 | 86.511      | 1.107.713   | 7,8         | 43         | 10         | 33         | 2.011                     |         | 37        | 62        | 19         |
| 1990 | 142.482     | 1.315.446   | 10,8        | 54         | 28         | 26         | 2.638                     |         | 29        | 136       | 21         |
| 1999 | 204.705     | 1.831.408   | 11,2        | 63         | 49         | 14         | 3.249                     |         | 20        | 149       | 25         |
| 2000 | 207.699     | 1.888.181   | 11,0        | 62         | 47         | 15         | 3.349                     |         | 21        | 152       | 26         |
| 2001 | 239.250     | 1.912.727   | 12,5        | 66         | 50         | 16         | 3.625                     |         | 21        | 161       | 25         |
| 2002 | 246.500     | 1.972.021   | 12,5        | 58         | 44         | 14         | 4.250                     |         | 18        | 160       | 27         |
| 2003 | 263.589     | 1.815.332   | 14,5        | 57         | 44         | 13         | 4.624                     |         | 17        | 178       | 27         |
| 2004 | 248.238     | 1.867.975   | 13,3        | 57         | 47         | 10         | 4.355                     |         | 15        | 194       | 28         |
| 2013 | 489.814     | 2.423.000   | 20,2        | 127        | 108        | 19         | 3.856                     |         | 24        | 232       | 46         |
| 2016 | 533.099     | 2.707.410   | 19,7        | 126        | 112        | 14         | 4.230                     |         | 18        | 233       | 47         |
| 2018 | 548.000     | 2.783.000   | 19,7        | 88         | 73         | 15         | 6.227                     |         | 15        | 299       | 48         |
| 2019 | 583.225     | 2.961.900   | 19,7        | 85         | 70         | 15         | 6.861                     |         | 15        | 307       | 51         |
| 2021 | 550.530     | 2.795.897   | 19,7        | 105        | 86         | 19         | 5.243                     |         | 19        | 297       | 53         |